# Trichoderes pini
Trichoderes pini là một loài bọ cánh cứng trong họ Cerambycidae.